# 1 (документальный фильм)
«1» (также известный «1: Жизнь на пределе»; англ. 1: Life On The Limit) — документальный фильм 2013 года режиссёра Пола Краудера об эволюции систем безопасности в автогонках класса Формула-1, которые когда-то были печально известны катастрофически высоким уровнем смертности. В фильме широко использованы архивные материалы.

## Сюжет
Фильм начинается с Гран-при Австралии 1996 года, во время которого Мартин Брандл после ужасающей аварии пересел в запасной автомобиль и сумел закончить гонку. Затем фильм возвращает зрителя к ранним годам Формулы-1 и повествует о первом вручении Кубка конструкторов в 1958 году.
После того, как в 1966 году Международная автомобильная федерация (FIA) удвоила допустимый рабочий объём двигателей (с 1,5 литров до 3), тем самым заметно увеличив скорости на трассах и зрелищность соревнований, без существенных конструктивных изменений конструкции автомобилей и требований к гоночным трассам с довоенных времён, произошло несколько тяжёлых происшествий со смертельным исходом. Первым переломным моментом стала гибель выдающегося гонщика Джима Кларка в 1968 году на трассе Хоккенхаймринг: некоторые пилоты начали беспокоиться за свою безопасность. Один из них, Йохен Риндт, погиб во время практики Гран-при Италии 1970 года. В 1970 году во время испытаний нового автомобиля погиб Брюс Макларен, долгое время считавшийся самым молодым пилотом-победителем Гран-при Формулы-1.
Джеки Стюарт, трёхкратный чемпион Формулы-1 и председатель профсоюза гонщиков, тоже пережил серьёзную аварию: на Гран-при Бельгии 1966 года он получил переломы рук и рёбер, врезавшись на своём BRM в сельский дом. Теперь он использовал своё служебное положение для того, чтобы на гоночных трассах появились барьеры безопасности, а пилотов обязали пристёгивать ремни безопасности. Однако это вызвало недовольство некоторых гонщиков, в первую очередь Жаки Икса, соперника Стюарта на трассе в то время. Новые правила привели к отмене некоторых гонок, например, Гран-При Бельгии 1971 года. Несмотря на усилия Стюарта, количество смертей на трассах оставалось высоким. После того, как на Гран-при США 1973 года погиб его напарник и близкий друг Франсуа Север, Стюарт завершил гоночную карьеру.
На Гран-при Нидерландов 1973 года болид Роджера Уильямсона врезался в отбойник и, перевернувшись, загорелся. Уильямсон не был серьёзно ранен в результате удара, но оказался в ловушке под охваченным пламенем автомобилем. Маршалы гоночной трассы, имевшие при себе огнетушители, были плохо обучены, не имели огнезащитных комбинезонов и не рискнули приближаться к болиду, чей бензобак мог взорваться. 25-летний гонщик задохнулся от дыма.
В сезоне 1976 года уверенно шёл к своему второму чемпионскому званию Ники Лауда. Это было бы достижением, которого никто не добивался с 1960 года. Но на Гран-при Германии машина Лауды, предположительно из-за дефекта задней подвески, ударилась в ограждение, загорелась и вылетела обратно на трассу, где в неё на высокой скорости врезалось несколько других автомобилей. Хотя Лауда был в сознании, его не сразу смогли достать из горящих обломков. Он получил обширные ожоги головы и некоторое время был вынужден вдыхать токсичные продукты горения. Несмотря на то, что в больнице он впал в кому, и врачи сомневались в том, что Лауда выживет, он не только выжил, но и вернулся в гонки спустя 42 дня, сохранив лидерство в чемпионате. Однако решающая последняя гонка сезона, Гран-при Японии, началась при очень сильном дожде. После двух кругов Лауда остановился и выбыл из гонки, заявив, что продолжать её в таких условиях слишком опасно. Это решение испортило его отношения с командой, и в следующем сезоне он покинул её, всё-таки сумев стать чемпионом второй раз.
В 1978 году Берни Экклстоун, глава Ассоциации конструкторов Формулы-1, пригласил профессора Уоткинса на должность главы медицинской команды Формулы-1. Первоначально Уоткинс вызывал недоверие у некоторых должностных лиц Формулы-1. Его влияние начало расти после смерти Ронни Петерсона, оперативно оказать помощь которому на Гран-при Италии 1978 года помешали карабинеры.
Вторым, решающим переломным моментом стали сразу две трагедии на Гран-при Сан-Марино 1994 года — погибли Роланд Ратценбергер и Айртон Сенна. Президент FIA Макс Мосли, в своё время участвовавший в гонке, в которой погиб Джим Кларк, сформировал консультативную группу экспертов во главе с профессором Уоткинсом. Была поставлена задача исследовать и найти решения проблемы повышения безопасности в автоспорте. В результате масштабных нововведений после гибели Сенны не было зафиксировано ни одного смертельного случая на трассах Формулы-1 (на момент производства фильма; уже после его выхода на экраны, на Гран-при Японии 2014 года получил тяжёлые травмы, от которых спустя 9 месяцев скончался, Жюль Бьянки).

## В ролях
- Ники Лауда
- Льюис Хэмилтон
- Михаэль Шумахер
- Джеки Стюарт
- Марио Андретти
- Себастьян Феттель
- Дженсон Баттон
- Берни Экклстоун
- Жаки Икс
- Найджел Мэнселл
- Сид Уоткинс
- Эдди Джордан
- Эмерсон Фиттипальди
- Мартин Брандл

## Производство
У Краудера была идея создать «документальное кино о безопасности» на гонках «Формулы-1» ещё в 1980-х годах, но производство началось лишь в 2008 году. В дополнение к тексту, озвученному Майклом Фассбендером, были показаны интервью с Марио Андретти, Дженсона Баттона, Льюиса Хэмилтона, Деймона Хилла, Жаки Икса и другими людьми, имевшими отношение к Формуле-1 в разные годы.

## Премьера
Мировая премьера состоялась 10 января 2014 года в Лондоне.
1 был выпущен на DVD и Blu-ray 28 января 2014 в США и Канаде; 17 марта в Великобритании.

## Отзывы
Майкл МакКахилл из The Guardian дал фильму 4 звезды из 5, заявив: «это кино о Формуле-1 сочетает в себе скорость, компромисс между толпой и выживание водителей». Марк Кермод из того же издания похвалил фильм за «захватывающее» сочетание архивных видеоматериалов и современных интервью. Дэниел Джонсон из The Telegraph посчитал фильм хорошим, отметив, что гонки «Формулы-1» вышли за пределы спорта и стали «театром с высокими ставками», который длится уже в течение 15 лет (с 1967 года). Шарлотта О’Салливан из издания London Evening Standard описала фильм как «чистое блаженство для фанатов Формулы-1». The Independent отмечает, что фильм «графически документирует улучшение безопасности в автоспорте».